# Erigone decens
Erigone decens är en spindelart som beskrevs av Thörell 1871. Erigone decens ingår i släktet Erigone och familjen täckvävarspindlar.
Artens utbredningsområde är Tyskland. Inga underarter finns listade i Catalogue of Life.